# Puchar Panamerykański Kadetów w Piłce Siatkowej Mężczyzn 2011
I Puchar Panamerykański Kadetów w Piłce Siatkowej Mężczyzn (ang. I Men’s U-19 Pan American Cup) – turniej, który odbył się w Mexicali w Meksyku w dniach 11-16 lipca 2011 roku. Wzięło w nim udział 6 zespołów z dwóch konfederacji. 
Złoty medal zdobyła reprezentacja Brazylii, która w finale pokonała reprezentację Portoryka. Trzecie miejsce zajęły Stany Zjednoczone. Najbardziej wartościowym graczem wybrany został Portorykańczyk Carlos Acosta.

## System rozgrywek
Puchar Panamerykański Kadetów 2011 rozgrywany był według poniższego systemu.
- Faza grupowa: Sześć reprezentacji podzielonych zostało na dwie grupy (A i B). Zwycięzcy każdej z grup uzyskali automatyczny awans do półfinałów, pozostałe drużyny rywalizowały natomiast w ćwierćfinałach.
- Faza pucharowa: Drużyny, które zajęły miejsca 3-4 w swoich grupach, rozegrały mecze ćwierćfinałowe. Zwycięzcy ćwierćfinałów dołączyli do półfinalistów, przegrani grali natomiast o 5. miejsce. Po półfinałach rozegrano mecz o 3. miejsce i finał.

## Drużyny uczestniczące
Według regulaminu w Pucharze Panamerykańskim Kadetótylkow 2011 mogło wziąć udział maksymalnie 8 zespołów (5 z NORCECA i 3 z CSV) na podstawie wyników z mistrzostw kontynentalnych juniorów 2010. Z NORCECA zgłosiło się 5 reprezentacji, natomiast z CSV tylko jedna.
| Reprezentacja     | Mistrzostwa kontynentalne kadetów 2010 | Ranking FIVB |
| NORCECA           | NORCECA                                | NORCECA      |
| ----------------- | -------------------------------------- | ------------ |
| Kostaryka         | 8. miejsce                             | 41. miejsce  |
| Meksyk            | 4. miejsce                             | 24. miejsce  |
| Portoryko         | 3. miejsce                             | 14. miejsce  |
| Stany Zjednoczone | 2. miejsce                             | 9. miejsce   |
| Trynidad i Tobago | –                                      | 51. miejsce  |
| CSV               |                                        |              |
| Brazylia          | 2. miejsce                             | 6. miejsce   |

## Hale sportowe
Wszystkie mecze rozegrane zostały w Auditorio del Estado w Mexicali. Halami treningowymi były: UABC Gymnasium i CETYS Gymnasium.

## Faza grupowa

### Grupa A
Tabela
| Lp. | Drużyna   | Pkt | Mecze | Mecze   | Mecze   | Małe punkty | Małe punkty | Małe punkty | Sety | Sety | Sety  |
| Lp. | Drużyna   | Pkt | M     | W (3:2) | P (2:3) | zdob.       | str.        | ratio       | wyg. | prz. | ratio |
| --- | --------- | --- | ----- | ------- | ------- | ----------- | ----------- | ----------- | ---- | ---- | ----- |
| 1   | Brazylia  | 6   | 2     | 2 (0)   | 0 (0)   | 150         | 68          | 2.206       | 6    | 0    | MAX   |
| 2   | Portoryko | 3   | 2     | 1 (0)   | 1 (0)   | 119         | 109         | 1.092       | 3    | 3    | 1.000 |
| 3   | Kostaryka | 0   | 2     | 0 (0)   | 2 (0)   | 58          | 150         | 0.387       | 0    | 6    | 0.000 |

Źródło: NORCECA
Punktacja: 3:0 i 3:1 – 3 pkt; 3:2 – 2 pkt; 2:3 – 1 pkt; 1:3 i 0:3 – 0 pkt
Zasady ustalania kolejności: 1. liczba punktów; 2. liczba zwycięstw; 3. stosunek małych punktów; 4. stosunek setów
Wyniki spotkań
| 11.07.2011 | Brazylia | 3:0 (25:6, 25:8, 25:10) | Kostaryka |

| 12.07.2011 | Portoryko | 3:0 (25:9, 25:10, 25:15) | Kostaryka |

| 13.07.2011 | Brazylia | 3:0 (25:17, 25:9, 25:18) | Portoryko |

### Grupa B
Tabela
| Lp. | Drużyna           | Pkt | Mecze | Mecze   | Mecze   | Małe punkty | Małe punkty | Małe punkty | Sety | Sety | Sety  |
| Lp. | Drużyna           | Pkt | M     | W (3:2) | P (2:3) | zdob.       | str.        | ratio       | wyg. | prz. | ratio |
| --- | ----------------- | --- | ----- | ------- | ------- | ----------- | ----------- | ----------- | ---- | ---- | ----- |
| 1   | Meksyk            | 5   | 2     | 2 (1)   | 0 (0)   | 182         | 157         | 1.159       | 6    | 2    | 3.000 |
| 2   | Stany Zjednoczone | 4   | 2     | 1 (0)   | 1 (1)   | 184         | 142         | 1.296       | 5    | 3    | 1.667 |
| 3   | Trynidad i Tobago | 0   | 2     | 0 (0)   | 2 (0)   | 83          | 150         | 0.553       | 0    | 6    | 0.000 |

Źródło: NORCECA
Punktacja: 3:0 i 3:1 – 3 pkt; 3:2 – 2 pkt; 2:3 – 1 pkt; 1:3 i 0:3 – 0 pkt
Zasady ustalania kolejności: 1. liczba punktów; 2. liczba zwycięstw; 3. stosunek małych punktów; 4. stosunek setów
Wyniki spotkań
| 11.07.2011 | Meksyk | 3:0 (25:19, 25:18, 25:11) | Trynidad i Tobago |

| 12.07.2011 | Stany Zjednoczone | 3:0 (25:12, 25:10, 25:13) | Trynidad i Tobago |

| 13.07.2011 | Meksyk | 3:2 (25:21, 19:25, 21:25, 27:25, 15:13) | Stany Zjednoczone |

## Faza pucharowa

### Drabinka
|  |              |                   |              |                   |                   |                   |                   |                   |                   |           |       |       |       |
|  | Ćwierćfinały | Ćwierćfinały      | Ćwierćfinały |                   |                   | Półfinały         | Półfinały         | Półfinały         |                   |           | Finał | Finał | Finał |
|  | Ćwierćfinały | Ćwierćfinały      | Ćwierćfinały |                   |                   | Półfinały         | Półfinały         | Półfinały         |                   |           | Finał | Finał | Finał |
|  |              |                   |              |                   |                   |                   |                   |                   |                   |           |       |       |       |
|  |              |                   |              |                   |                   |                   |                   |                   |                   |           |       |       |       |
|  |              |                   |              | B1                | Meksyk            | 2                 |                   |                   |                   |           |       |       |       |
|  |              |                   |              | B1                | Meksyk            | 2                 |                   |                   |                   |           |       |       |       |
|  | A2           | Portoryko         | 3            |                   |                   | A2                | Portoryko         | 3                 |                   |           |       |       |       |
|  | A2           | Portoryko         | 3            |                   |                   | A2                | Portoryko         | 3                 |                   |           |       |       |       |
|  | B3           | Trynidad i Tobago | 0            |                   |                   |                   |                   |                   | A2                | Portoryko | 0     |       |       |
|  | B3           | Trynidad i Tobago | 0            |                   |                   |                   |                   |                   | A2                | Portoryko | 0     |       |       |
|  |              |                   |              |                   |                   | A1                | Brazylia          | 3                 |                   |           |       |       |       |
|  |              |                   |              |                   |                   | A1                | Brazylia          | 3                 |                   |           |       |       |       |
|  |              |                   |              | A1                | Brazylia          | 3                 |                   |                   |                   |           |       |       |       |
|  |              |                   |              | A1                | Brazylia          | 3                 |                   |                   |                   |           |       |       |       |
|  | B2           | Stany Zjednoczone | 3            |                   |                   | B2                | Stany Zjednoczone | 0                 |                   |           |       |       |       |
|  | B2           | Stany Zjednoczone | 3            |                   |                   | B2                | Stany Zjednoczone | 0                 |                   |           |       |       |       |
|  | A3           | Kostaryka         | 0            |                   |                   |                   |                   |                   |                   |           |       |       |       |
|  | A3           | Kostaryka         | 0            |                   |                   |                   |                   |                   |                   |           |       |       |       |
|  |              |                   |              | Mecz o 5. miejsce | Mecz o 5. miejsce | Mecz o 5. miejsce | Mecz o 3. miejsce | Mecz o 3. miejsce | Mecz o 3. miejsce |           |       |       |       |
|  |              |                   |              | Mecz o 5. miejsce | Mecz o 5. miejsce | Mecz o 5. miejsce | Mecz o 3. miejsce | Mecz o 3. miejsce | Mecz o 3. miejsce |           |       |       |       |
|  |              |                   |              |                   |                   |                   |                   |                   |                   |           |       |       |       |
|  |              |                   |              |                   |                   |                   |                   |                   |                   |           |       |       |       |
|  | B3           | Trynidad i Tobago | 2            | B1                | Meksyk            | 0                 |                   |                   |                   |           |       |       |       |
|  | B3           | Trynidad i Tobago | 2            | B1                | Meksyk            | 0                 |                   |                   |                   |           |       |       |       |
|  | A3           | Kostaryka         | 3            | B2                | Stany Zjednoczone | 3                 |                   |                   |                   |           |       |       |       |
|  | A3           | Kostaryka         | 3            | B2                | Stany Zjednoczone | 3                 |                   |                   |                   |           |       |       |       |

### Ćwierćfinały
| 14.07.2011 | Portoryko | 3:0 (25:17, 25:14, 25:18) | Trynidad i Tobago |

| 14.07.2011 | Stany Zjednoczone | 3:0 (25:19, 25:4, 25:12) | Kostaryka |

### Mecz o 5. miejsce
| 15.07.2011 | Trynidad i Tobago | 2:3 (25:13, 20:25, 25:13, 21:25, 12:15) | Kostaryka |

### Półfinały
| 15.07.2011 | Brazylia | 3:0 (25:19, 25:23, 25:21) | Stany Zjednoczone |

| 15.07.2011 | Meksyk | 2:3 (25:17, 23:25, 21:25, 25:20, 13:15) | Portoryko |

### Mecz o 3. miejsce
| 16.07.2011 | Stany Zjednoczone | 3:0 (25:23, 25:19, 25:21) | Meksyk |

### Finał
| 16.07.2011 | Brazylia | 3:0 (25:15, 25:11, 25:16) | Portoryko |

## Klasyfikacja końcowa
| Lp. | Drużyna           |
| --- | ----------------- |
| 1   | Brazylia          |
| 2   | Portoryko         |
| 3   | Stany Zjednoczone |
| 4   | Meksyk            |
| 5   | Kostaryka         |
| 6   | Trynidad i Tobago |

## Nagrody indywidualne
| Najlepszy zawodnik (MVP) | Najlepszy punktujący | Najlepszy atakujący  | Najlepszy blokujący | Najlepszy rozgrywający | Najlepszy przyjmujący | Najlepszy zagrywający | Najlepszy libero |
| ------------------------ | -------------------- | -------------------- | ------------------- | ---------------------- | --------------------- | --------------------- | ---------------- |
| Carlos Acosta            | Brandon Legall       | João Rafael Ferreira | Alan Souza          | Thiago Veloso          | Rogério Carvalho      | Brandon Legall        | Luis Beltrán     |